# La Alquería (Granada)
La Alquería es una localidad y pedanía española perteneciente al municipio de Galera, en la provincia de Granada, comunidad autónoma de Andalucía. Está situada en la parte meridional de la comarca de Huéscar. Cerca de esta localidad se encuentran los núcleos de Orce, El Cura, Huéscar, Barrio Nuevo, El Collado y El Margen.
El 22 de febrero de 2007 se inauguró en esta pedanía una nueva central solar que, junto a la de Ventanas en Cúllar, generan anualmente dos millones de kilovatios por hora.

## Cultura

### Fiestas
La Alquería celebra sus fiestas en torno al 15 de mayo en honor a San Isidro Labrador, patrón del pueblo. Cabe destacar la gran paellada —característica del Levante peninsular— que se hace para todos los vecinos y visitantes.